# احمد تفضلی
احمد تفضّلی (زادهٔ ۱۶ آذر ۱۳۱۶ در اصفهان – درگذشتهٔ ۲۴ دی ۱۳۷۵ در تهران) زبان‌شناس، ایران‌شناس، پژوهشگر، مترجم و متخصص زبان پارسیگ، پارتی و استاد زبان‌های باستانی در دانشگاه تهران بود. وی عضو شورای علمی مرکز دائرةالمعارف بزرگ اسلامی از سال ۱۳۶۶ و معاون علمی فرهنگستان زبان و ادب فارسی از سال ۱۳۷۰ بود. تفضلی در زمینهٔ زبان‌های ایرانی میانه به‌ویژه پارسیگ و پارتی، در پهنهٔ بین‌المللی یکی از معدود صاحب‌نظران به‌شمار می‌آمد.
او در روز ۲۴ دی ۱۳۷۵ هنگامی که با خودروی خود از دانشگاه به خانه‌اش می‌رفت، ناپدید و چند ساعت بعد جنازه او پیدا شد. این قتل هم‌زمان با کشتارِ شماری از پژوهشگران و روشنفکران رخ داد. از او به عنوان قربانی قتل‌های زنجیره‌ای نام برده می‌شود.

## زندگی
احمد تفضّلی در ۱۶ آذرِ سال ۱۳۱۶ در اصفهان زاده شد. تحصیلات مقدّماتی را در تهران گذراند و در سال ۱۳۳۵ با دریافت مدال درجهٔ اوّل فرهنگ از دارالفنون دیپلم ادبی گرفت. در سال ۱۳۳۸ دانشکدهٔ زبان و ادبیات فارسی دانشگاه تهران را با احراز رتبهٔ اول به پایان برد. در سال ۱۳۴۰ به انگلستان رفت و وارد رشتهٔ فرهنگ و زبان‌های باستانی ایران در مدرسهٔ زبان‌های شرقی دانشگاه لندن شد و در سال ۱۳۴۴ فوق لیسانس گرفت. پیش از بازگشت به ایران دورهٔ تحقیقی کوتاهی را هم در پاریس گذراند. در ۱۳۴۵ در رشتهٔ زبان‌های باستانی از دانشگاه تهران درجهٔ دکتری گرفت. موضوع پایان‌نامهٔ او تصحیح و ترجمهٔ سوتکرنسک و ورشت مانسرنسک از دینکرد و سنجش این دو نَسک با متن‌های اوستایی، به راهنمایی صادق کیا بوده‌است. از ۱۳۳۷ تا ۱۳۴۵ ضمن تحصیل، به عنوان پژوهشگر در استخدام ادارهٔ فرهنگ عامه بود. از ۱۳۴۵ تا ۱۳۴۷ در بنیاد فرهنگ ایران، به تحقیق پرداخت. در ۱۳۴۷ به تدریس در دانشگاه تهران مشغول شد. در ۱۳۷۰ عضو پیوستهٔ فرهنگستان زبان و ادب فارسی و از سال ۱۳۷۳ معاون علمی و پژوهشی این فرهنگستان بود. تفضلی افزون‌بر این‌که یکی از صاحب‌نظران در زمینهٔ زبان‌های باستانی ایران بود، به زبان عربی کاملاً آشنا بود و به زبان‌های انگلیسی و فرانسوی و آلمانی و ادبیات فارسی تسلّط کامل داشت و همچنین با روسی نیز آشنا بود.

## درگذشت
تفضلی در ساعت ۱۲ و نیم روز ۲۴ دی ماه ۱۳۷۵ دفتر کارش را در دانشگاه تهران ترک کرد و راهی منزلش در شمیران شد، امّا هرگز به منزل نرسید. او در همان روز به طرز مشکوکی در خیابان به قتل رسید. قتل او در دنبالهٔ پروندهٔ سرکوب روشنفکران و قتل‌های زنجیره‌ای ایران به‌شمار می‌رود. احسان یارشاطر اذعان داشت احمد تفضلی به دلیل همکاری با بنیاد ایرانیکا (به سرویراستاری احسان یارشاطر) به دستور مسئولان جمهوری اسلامی ترور شد.
علی یونسی وزیر جایگزین دری نجف‌آبادی می‌گوید که در نخستین دیدار، خاتمی به او گفته‌است که «من از شما یک سؤال و یک درخواست دارم: سؤال اینکه علت مشکلی که در ماجرای قتل‌های زنجیره‌ای برای وزارت اطلاعات پیش آمد چه بود و چرا وزارت اطلاعات یک دانشمند را می‌کشد؟» یونسی علت و مشکل را اینگونه گفته که «نهاد امنیتی است، اما اساس این وزارتخانه یک نهاد نظامی است و از دل نظامی‌ها درآمده است.»

## عضویت در مجامع
- عضویت در انجمن آسیایی پاریس از سال ۱۳۵۰
- عضویت در انجمن بین‌المللی کتیبه‌های ایرانی (انگلستان) از سال ۱۳۵۱
- عضویت در کمیتهٔ بین‌المللی آکتا ایرانیکا (بلژیک) از سال ۱۳۶۰
- عضویت در هیئت مؤسس انجمن آثار ملی از سال ۱۳۵۹
- عضویت در شورای علمی مرکز دائرةالمعارف بزرگ اسلامی از سال ۱۳۶۶
- عضو پیوستهٔ فرهنگستان زبان و ادب فارسی از سال ۱۳۷۰[۱۳]

## جوایز
جوایز و تقدیرنامه‌هایی که به‌طور رسمی دریافت کرده‌است، به شرح زیر است:
- مدال درجهٔ اول فرهنگ ۱۳۳۵
- تقدیرنامه و جایزهٔ کتاب سال جمهوری اسلامی ۱۳۶۹ برای ترجمهٔ کتاب نمونه‌های نخستین انسان و نخستین شهریار در تاریخ افسانه‌ای ایران با همکاری ژاله آموزگار، استاد دانشگاه تهران
- لوح تقدیر و جایزهٔ کتاب برگزیدهٔ دانشگاه‌های کشور ۱۳۷۰ برای همان کتاب.
- در ۴ مارس ۱۹۹۴ (اسفندماه ۱۳۷۲ خورشیدی) آکادمی کتیبه‌ها و ادبیات که یکی از پنج آکادمی تشکیل‌دهندهٔ انستیتوی فرانسه است، از خدمات تفضلی قدردانی کرد و جایزهٔ گیرشمن را به او اختصاص داد. این نخستین بار بود که این آکادمی به این صورت از یک دانشمند ایرانی قدردانی می‌کرد.
- تقدیرنامه و جایزهٔ کتاب سال بین‌المللی جمهوری اسلامی ایران در سال ۱۳۷۴ برای ترجمهٔ کتاب گزیده‌های زادسپرم Anthologie of Zadspram به زبان فرانسوی با همکاری پروفسور ژینیو، استاد ایران‌شناس مدرسهٔ عالی سوربن.
- روز ۲۲ شهریور ۱۳۷۵ دانشگاه دولتی سن‌پترزبورگ طی مراسمی درجهٔ دکتریِ افتخاری ایران‌شناسی را به احمد تفضلی اهدا کرد. او نخستین استاد از کشورهای شرقی بود که موفق به دریافت این دکتریِ افتخاری شد.[۱۴]
- در سال ۱۳۷۶ کتاب تاریخ ادبیات ایران پیش از اسلام برندهٔ جایزهٔ کتاب سال جمهوری اسلامی ایران شد.[۱۵]

## کتاب‌ها
- واژه‌نامه مینوی خرد، بنیاد فرهنگ ایران ۱۳۴۸
- ترجمهٔ مینوی خرد چاپ اول بنیاد فرهنگ ایران ۱۳۵۴، چاپ دوم، انتشارات توس، ۱۳۶۴
- نمونه‌های نخستین انسان و نخستین شهریار در تاریخ افسانه‌ای ایران (کتاب) جلد ۱ از آرتور کریستن سن با همکاری ژاله آموزگار (ترجمه و تحقیق)، تهران، نشر نو، ۱۳۶۴
- نمونه‌های نخستین انسان و نخستین شهریار در تاریخ افسانه‌ای ایران (کتاب) جلد ۲ از آرتور کریستن سن با همکاری ژاله آموزگار (ترجمه و تحقیق)، تهران، نشر نو، ۱۳۶۸
- شناخت اساطیر ایران (کتاب) از جان هینلز (ترجمه) با همکاری ژاله آموزگار، تهران، نشر چشمه و فرهنگسرای بابل، چاپ اول ۱۳۶۸
- اسطوره زندگی زرتشت با همکاری ژاله آموزگار، تهران، نشر چشمه و فرهنگسرای بابل، چاپ اول ۱۳۷۰
- زبان پهلوی ادبیات و دستور آن (کتاب) با همکاری ژاله آموزگار، تهران، نشر معین، چاپ اول ۱۳۷۳
- تاریخ ادبیات ایران پیش از اسلام
- مجموعه مقالات، به کوشش ژاله آموزگار، توس، ۱۳۹۸
- به فرانسه Prof. Ph. Gignoux کتاب Anthologie of Zadspram چاپ پاریس ۱۹۹۳[۱۶]

### گردآوری
- یادنامهٔ دو مناش با همکاری فیلیپ ژینیو
- یکی قطره باران[۱۷]